# 동맥

동맥과 정맥, 그리고 모세혈관

동맥(動脈, 영어: artery, ἀρτηρία (artēríā))은 사람과 대부분의 다른 동물에서 심장에서 체순환을 통해 하나 이상의 신체 부위로 산소화된 혈액을 운반하는 혈관이다. 산소 결핍 혈액을 운반하는 예외로는 산소화를 위해 허파로 혈액을 운반하는 폐순환의 허파동맥과 태반으로 산소 결핍 혈액을 운반하는 태아순환의 배꼽동맥이 있다. 동맥은 관 모양의 채널에 감싸인 다층의 동맥벽으로 구성된다.
동맥은 산소 결핍 혈액을 심장으로 다시 운반하는 정맥과 대조된다. 또는 폐순환과 태아순환에서는 산소화된 혈액을 각각 허파와 태아로 운반한다.

## 구조

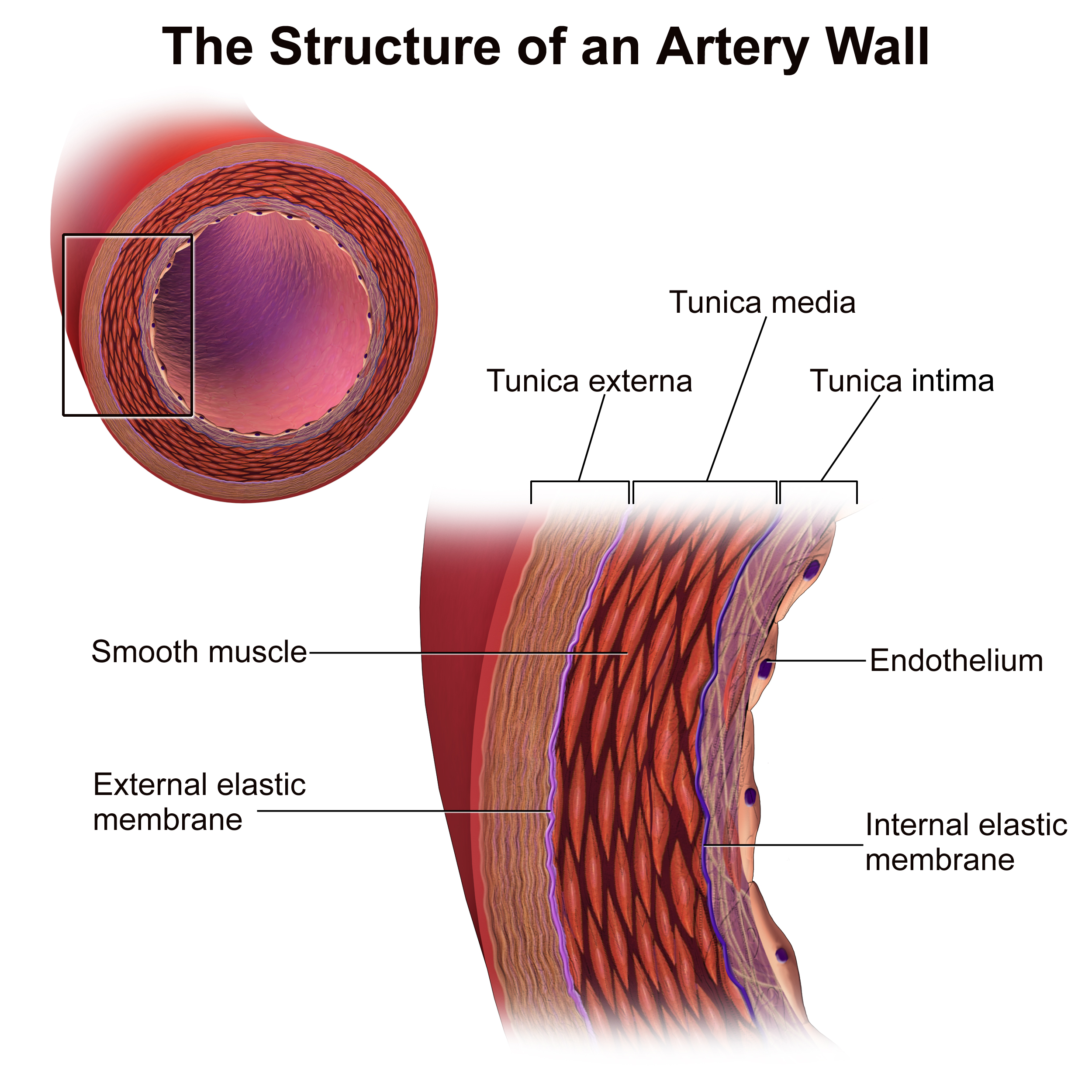
동맥의 현미경 해부학

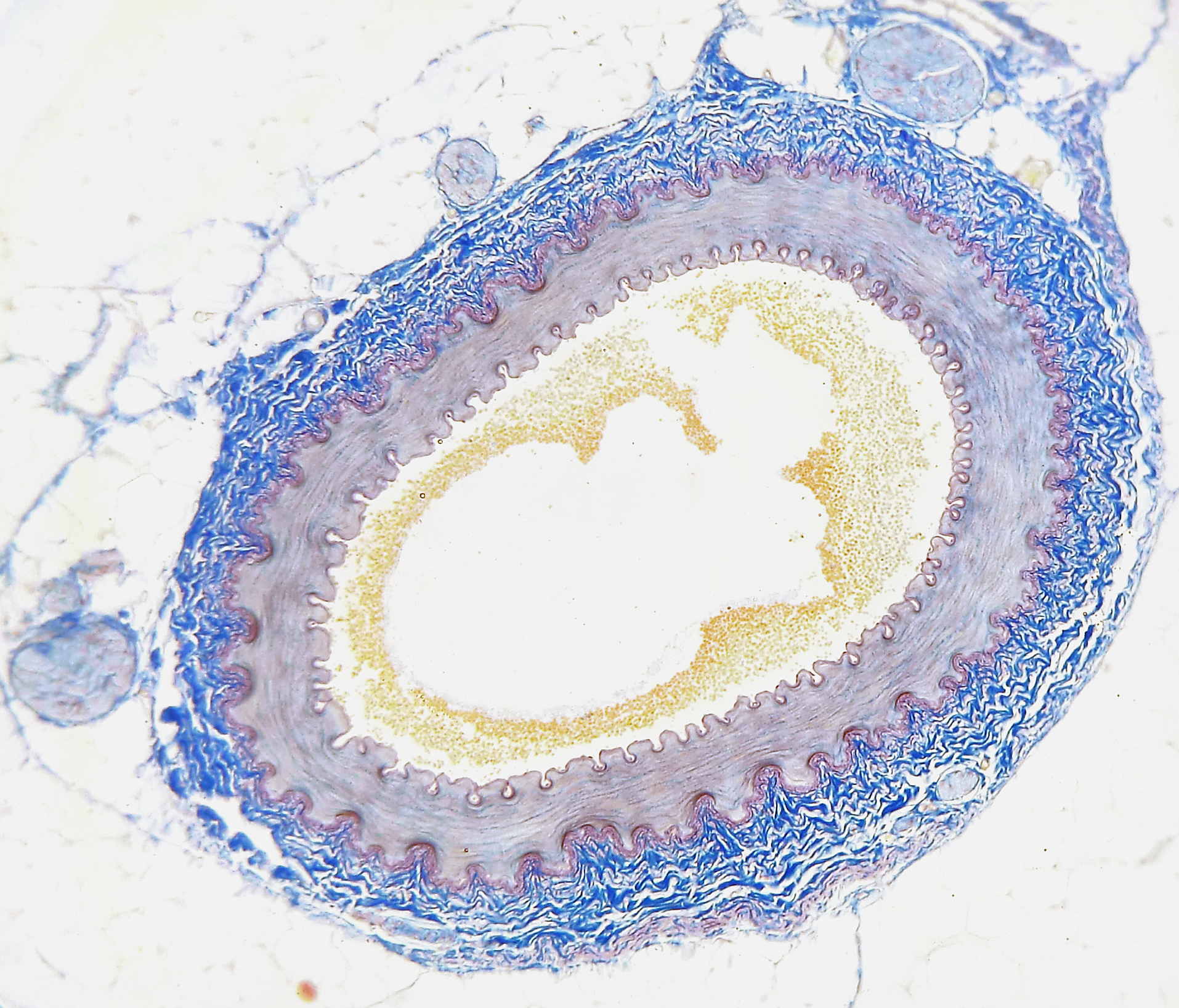
인간 동맥의 단면

동맥의 해부학은 거시 규모의 맨눈 해부학과 현미경으로 연구해야 하는 미세 해부학으로 나눌 수 있다. 인체의 동맥계는 심장에서 온몸으로 혈액을 운반하는 체동맥과 심장에서 허파로 산소 결핍 혈액을 운반하는 허파동맥으로 나뉜다.
대동맥(예: 대동맥)은 내피세포, 민무늬근육세포, 섬유아세포, 면역세포 등 다양한 유형의 세포로 구성된다. 정맥과 마찬가지로 동맥벽은 가장 안쪽에서 바깥쪽으로 혈관내막, 혈관중막, 혈관외막의 세 층으로 구성된다. 혈관외막은 혈관외피라고도 불리며 아교질 섬유와 탄력 조직으로 구성되어 있으며, 가장 큰 동맥에는 큰 혈관의 벽에 혈액을 공급하는 작은 혈관인 혈관벽 혈관이 포함되어 있다. 대부분의 층은 서로 명확한 경계를 가지고 있지만, 혈관외막은 경계가 불분명하다. 일반적으로 그 경계는 결합 조직과 만나거나 접촉할 때로 간주된다. 이 층 안에는 민무늬근육 세포, 탄력 조직 (또한 고유 결합 조직이라고도 함) 및 아교질 섬유로 이루어진 혈관중막이 있다. 혈액 흐름과 직접 접촉하는 가장 안쪽 층은 혈관내막이다. 탄력 조직은 동맥이 몸의 특정 부위를 통해 구부러지고 통과할 수 있도록 한다. 이 층은 주로 내피세포 (그리고 탄력 동맥에서 탄력소 풍부 아교질의 지지층)로 이루어져 있다. 혈액이 흐르는 속이 빈 내부 공동은 내강이라고 불린다.

### 발생
동맥 형성은 혈관내피세포가 에프린 B2와 같은 동맥 특이 유전자를 발현하기 시작할 때 시작되고 끝난다.

## 기능

동맥은 인간 순환계의 일부를 형성한다. (한국어)

동맥은 순환계의 일부를 형성한다. 동맥은 심장에서 뿜어져 나온 후 산소화된 혈액을 운반한다. 관상동맥 또한 산소화된 혈액을 심장으로 보내 근육이 기능하도록 하여 심장의 혈액 펌핑을 돕는다. 동맥은 폐동맥을 제외하고는 심장에서 조직으로 산소화된 혈액을 운반하는데, 폐동맥은 산소화를 위해 허파로 혈액을 운반한다(보통 정맥은 산소 결핍 혈액을 심장으로 운반하지만 폐정맥도 산소화된 혈액을 운반한다). 두 가지 독특한 유형의 동맥이 있다. 폐동맥은 심장에서 허파로 혈액을 운반하여 산소를 얻는다. 이 동맥은 아직 허파를 통과하지 않았기 때문에 혈액이 "산소화"되지 않았다는 점에서 독특하다. 다른 독특한 동맥은 배꼽동맥으로, 태아에서 어머니에게 산소 결핍 혈액을 운반한다.
동맥은 순환계의 다른 부분보다 혈압이 높다. 동맥 내 압력은 심장주기 동안 변한다. 심장이 수축할 때 가장 높고, 심장이 이완할 때 가장 낮다. 압력의 변화는 맥박을 생성하며, 이는 노동맥과 같은 신체의 여러 부위에서 느껴질 수 있다. 세동맥은 국소 혈류와 전반적인 혈압 모두에 가장 큰 집단적 영향을 미친다. 이들은 혈액 시스템에서 가장 큰 압력 강하가 발생하는 주요 "조절 가능한 노즐"이다. 심장 박출량(심장 박출량)과 모든 세동맥의 집단적 저항을 나타내는 전신 혈관 저항의 조합은 주어진 시점에서 동맥 혈압의 주요 결정 요인이다.
동맥은 가장 높은 압력을 가지며 좁은 내강 직경을 가진다.
체동맥은 심장혈관계통의 일부인 체순환의 동맥(말초 동맥 포함)으로, 산소화된 혈액을 심장에서 인체로 운반하고, 산소 결핍 혈액을 심장으로 되돌려 보낸다. 체동맥은 혈관중막의 탄력 조직과 근육 조직의 상대적 구성뿐만 아니라 크기 및 내부 및 외부 탄력판의 구성에 따라 근육형과 탄력형의 두 가지 유형으로 나눌 수 있다. 큰 동맥(직경 10mm 초과)은 일반적으로 탄력형이며, 작은 동맥(0.1–10mm)은 근육형 경향이 있다. 체동맥은 세동맥으로 혈액을 공급하고, 그 다음 모세혈관으로 공급하여 영양분과 기체가 교환된다.
대동맥에서 이동한 후 혈액은 말초 동맥을 통해 세동맥이라고 불리는 더 작은 동맥으로 이동하고, 결국 모세혈관으로 이동한다. 세동맥은 벽의 민무늬근육의 가변 수축을 통해 혈압을 조절하는 데 도움을 주며, 모세혈관으로 혈액을 공급한다. 이 민무늬근육 수축은 주로 세동맥에 분포하는 교감신경 혈관운동 신경의 활동에 의해 영향을 받는다. 교감신경 활성화가 강화되면 혈관 수축을 촉진하여 내강 직경을 줄인다. 내강 직경이 줄어들면 결과적으로 세동맥 내 혈압이 상승한다. 반대로, 혈관운동 신경 내 교감신경 활동이 감소하면 혈관이 확장되어 혈압이 감소한다.

### 대동맥

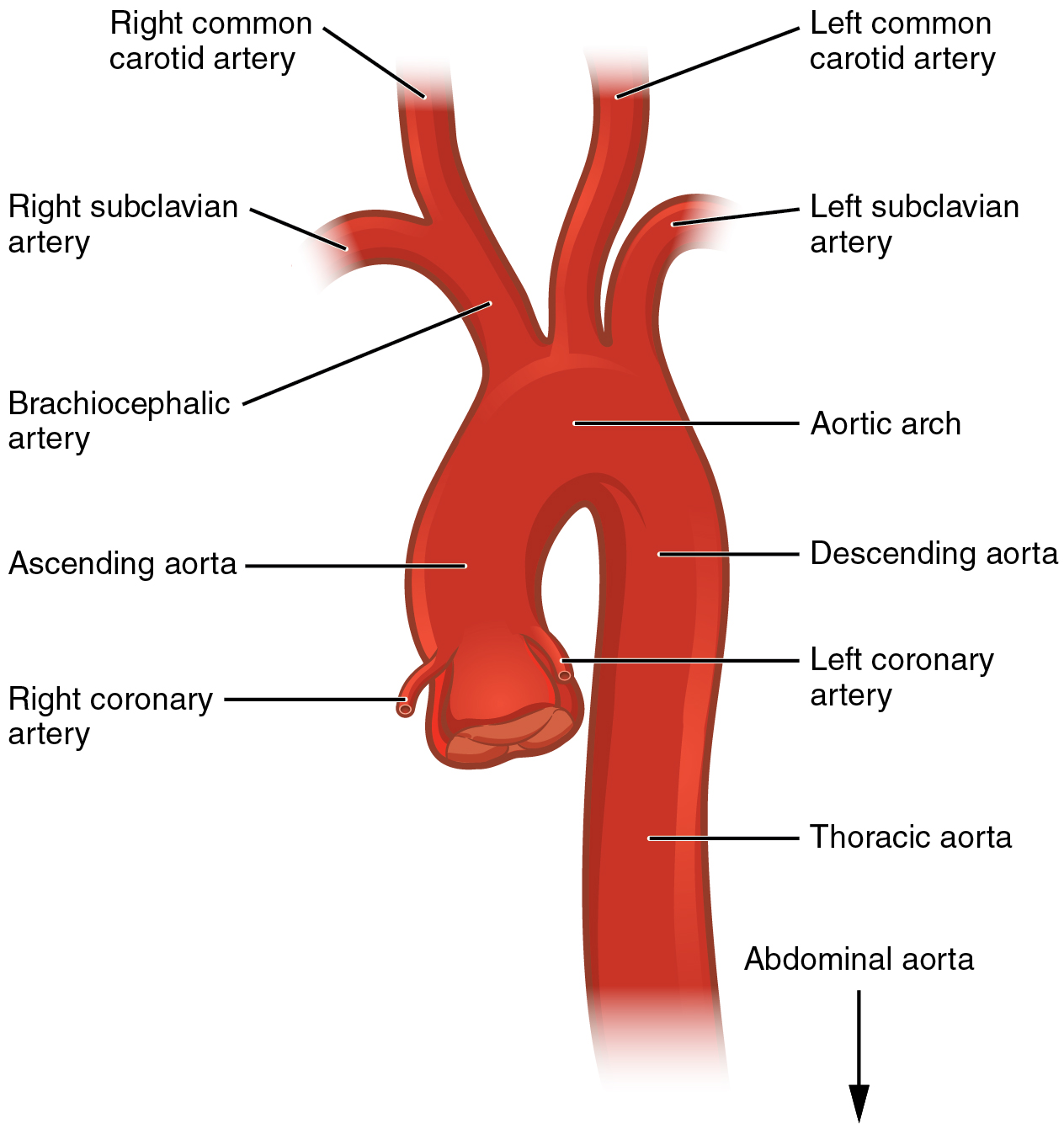
대동맥은 인체에서 가장 큰 혈관이다.

대동맥은 체순환의 근본 동맥(즉, 주동맥)이다. 사람의 경우, 심장의 왼쪽 심실에서 대동맥 판막을 통해 직접 혈액을 받는다. 대동맥이 분지되고 이 동맥들이 다시 분지되면서 직경은 점차 작아져 세동맥에 이른다. 세동맥은 모세혈관에 혈액을 공급하고, 모세혈관은 다시 세정맥으로 비워진다. 대동맥에서 처음으로 분지되는 것은 심장 근육 자체에 혈액을 공급하는 관상동맥이다. 이어서 대동맥 활의 가지들, 즉 팔머리동맥, 왼온목동맥, 왼빗장밑동맥이 있다.

### 모세혈관
모세혈관은 가장 작은 혈관이며 미세순환의 일부이다. 미세혈관은 기체, 당 및 영양소가 주변 조직으로 빠르고 쉽게 확산되도록 돕기 위해 단일 세포 직경의 폭을 가진다. 모세혈관은 주변에 민무늬근육이 없으며 적혈구보다 직경이 작다. 적혈구는 일반적으로 외경이 7마이크로미터이고 모세혈관은 일반적으로 내경이 5마이크로미터이다. 적혈구는 모세혈관을 통과하기 위해 변형되어야 한다.
모세혈관의 이러한 작은 직경은 기체와 영양소 교환을 위한 상대적으로 넓은 표면적을 제공한다.

## 임상적 중요성

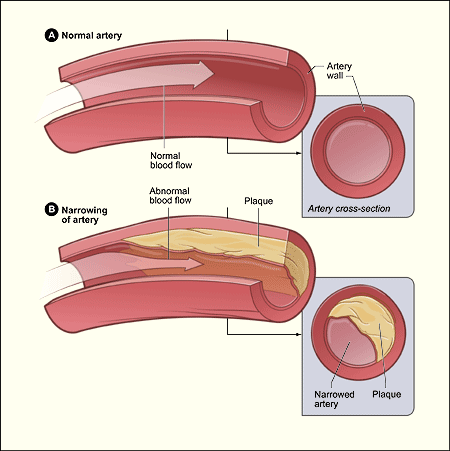
죽상경화증이 동맥에 미치는 영향을 보여주는 다이어그램

체순환 동맥압은 심장의 왼심실의 강력한 수축에 의해 생성된다. 높은 혈압은 동맥 손상을 유발하는 요인이다. 건강한 안정 시 동맥압은 상대적으로 낮으며, 평균 체순환 압력은 일반적으로 주변 대기압보다 100 mmHg (1.9 psi; 13 kPa) 미만이다(해수면에서 약 760 mmHg, 14.7 psi, 101 kPa). 내압을 견디고 적응하기 위해 동맥은 다양한 두께의 민무늬근육으로 둘러싸여 있으며, 이는 광범위한 탄력성 및 비탄력성 결합 조직을 가진다. 수축기와 확장기 혈압의 차이인 맥압은 주로 각 심장 박동에 의해 박출되는 혈액량인 일회박출량과 주요 동맥의 부피 및 탄력성에 의해 결정된다.
동맥성 분출이라고도 알려진 혈액 분출은 동맥이 높은 동맥압으로 인해 절단될 때 발생하는 현상이다. 혈액은 심장 박동과 일치하여 빠르고 간헐적인 속도로 분출된다. 혈액 손실량은 엄청날 수 있으며, 매우 빠르게 발생하여 생명을 위협할 수 있다.
시간이 지남에 따라 높은 동맥 혈당 (특히 당뇨병에서 볼 수 있듯이), 지질단백질, 콜레스테롤, 고혈압, 스트레스 및 흡연과 같은 요인들은 모두 동맥의 혈관내피와 벽을 손상시켜 죽상경화증을 유발하는 데 연루된다. 죽상경화증은 동맥의 경화를 특징으로 하는 질병이다. 이는 동맥벽의 죽종 또는 플라크에 의해 발생하며, 지질 (생물학)(콜레스테롤 및 지방산), 칼슘 및 다양한 양의 섬유성 결합 조직을 포함하는 세포 파편의 축적이다.
의원성 또는 유흥용 약물 사용을 통한 우발적인 동맥 내 주사는 심한 통증, 저림, 괴사와 같은 증상을 유발할 수 있다. 이는 일반적으로 사지에 영구적인 손상을 일으키며, 종종 절단이 필요하다.

## 역사
히포크라테스 이전의 고대 그리스인들 사이에서는 모든 혈관을 Φλέβες(phlebes)라고 불렀다. arteria라는 단어는 당시 기관 (기도)을 지칭했다. 헤로필로스는 두 가지 유형의 혈관 사이의 해부학적 차이를 처음으로 기술했다. 엠페도클레스는 혈액이 혈관을 통해 앞뒤로 움직인다고 믿었지만, 동맥과 정맥을 연결하는 모세혈관에 대한 개념이 없었으며, 순환에 대한 개념도 없었다. 아폴로니아의 디오게네스는 원래 공기를 의미했지만 곧 영혼 자체와 동일시되었고 혈관 내 혈액과 공존한다고 생각되었던 프네우마 이론을 개발했다. 동맥은 공기를 조직으로 운반하는 역할을 하며 기관 (기도)에 연결되어 있다고 생각되었다. 이는 시신에서 혈액이 없는 동맥을 발견한 결과였다.
중세 시대에는 동맥이 "영적 피" 또는 "생명 정기"라고 불리는 액체를 운반한다고 여겨졌는데, 이는 정맥의 내용물과는 다르다고 간주되었다. 이 이론은 갈레노스에게서 비롯되었다. 중세 후기에는 기관 (기도)과 힘줄도 "동맥"이라고 불렸다.
윌리엄 하비는 17세기에 순환계와 동맥 및 정맥의 역할에 대한 현대적 개념을 기술하고 대중화했다.
20세기 초 알렉시 카렐은 혈관 봉합 및 문합 기술을 처음으로 기술하고 동물에서 많은 장기 이식을 성공적으로 수행했다. 그리하여 그는 이전에 혈관의 영구 결찰에 한정되었던 현대 혈관외과의 길을 실제로 열었다.

## 같이 보기
- 인체 혈관
- 동맥경화증
- 정맥
- 대사 증후군(메타볼릭 신드롬)
- 콜레스테롤
  - 저밀도 지질단백질(LDL) - 나쁜 콜레스테롤
  - 고밀도 지질단백질(en:High-density lipoprotein, HDL) - 좋은 콜레스테롤
- 지방산
  - 포화 지방산
  - 불포화 지방산
    - 오메가-3 지방산 VS 오메가-6 지방산
- 폴리코사놀
- 인체 뼈 목록
- 인체 근육 목록